# Shadows Fall
A Shadows Fall nevű amerikai thrash metal/metalcore zenekar 1995-ben alakult meg a massachusettsi Westfieldben. Tagjai: Jonathan Donais, Matt Bachand, Paul Romanko, Brian Fair és Jason Bittner. Volt tagjai: David Germain, Damien McPherson, Mark Laliberte és Philip Labonte.

## Története
Első lemezüket, a Somber Eyes To The Sky-t szerzői kiadásban jelentették meg Matt Bachand gitáros kiadójánál. Ez a lemez még death metal stílusú volt, Philip Labonte énekesnek köszönhetően. A lemez egyértelmű Slayer hatásokat mutat, dallamokkal és némi floridai death stílusjegyekkel.
Labonte aztán a második, Of One Blood című album előtt kilépett a zenekarból (ma az All That Remains együttes tagja), helyére érkezett Brian Fair. Az új lemezt már a Century Media gondozta. Stílusbeli változások is történtek, a dallamosabb Tampa-bázisú death metalt háttérbe szorították a Bay-Area thrash metal hatások. A Century Media-nak köszönhetően, a zenekar egy csapásra a nehézfém sűrűjébe kerültek, turnéra indulhattak az In Flames, a Hatebreed és a Nevermore társaságában.
Az igazi áttörést a 2002-es The Art of Balance hozta meg, amin a korábbi hardcore hatásaik mellett immár a thrash metal az egyeduralkodó. 2004-ben a "The War Within" már érett, kiforrott anyagként látott napvilágot, és a kiadó legkeresettebb terméke is lett, százezres eladásokat produkálva. A sikerek töretlenül jönnek, nagyszínpadon játszanak Ozzy Osbourne koncertsorozatán, az Ozzfest-en.
2006-ban az utolsó lemez (Fallout From the War) jön ki a Century Media-nál, ezt követően a zenekar az Atlantic Records-hoz igazol. 2007-ben jelent meg a Threads of Life, majd 2009-ben a Retribution című albumuk. 2011 őszén a Shadows Fall megkezdte új nagylemezének rögzítési munkálatait, mely Fire from the Sky címmel 2012. május 15.-én jelent meg.
2014-ben az együttes szünetre vonult (hiatus). A Shadows Fall dobosa azt mondta, hogy a zenekar 2020-ban "valamit tervez".
Az együttest kétszer jelölték Grammy-díjra a Best Metal Performance kategóriában. 2006-ban What Drives the Weak című dalukat a The War Within c. albumról, míg 2008-ban Redemption című számukat a Threads of Life albumról.

## Diszkográfia
- Somber Eyes to the Sky (1997)
- Of One Blood (2000)
- The Art of Balance (2002)
- The War Within (2004)
- Threads of Life (2007)
- Retribution (2009)
- Fire from the Sky (2012)

### Egyéb kiadványok
- Fear Will Drag You Down (2002, válogatáslemez)
- Fallout from the War (2006, válogatáslemez)
- Seeking the Way: The Greatest Hits (2007, válogatáslemez)

### Videóalbumok
- The Art of Touring (2005)
- Madness in Manila (2010)